# بریگیتا برت
بریگیتا برت (انگلیسی: Brigetta Barrett؛ زادهٔ ۲۴ دسامبر ۱۹۹۰) ورزشکار پرش ارتفاع اهل ایالات متحده آمریکا است.
وی در مسابقات کشوری و بین‌المللی در مجموع برندهٔ ۱ مدال طلا، ۲ مدال نقره شده‌است.